# Gonçalo Rodrigues da Moreira
Gonçalo Rodrigues da Moreira foi um nobre medieval português, representante do rei D. Dinis nas Cortes de Guimarães de 1288, tendo assim participado na comissão de inquérito dessas Cortes, ordenadas por D. Dinis por carta datada de 13 de Julho de 1288.

## Relações Familiares
Filho de Rui Pires Moreira, Senhor da Quinta da Torre e da Honra de Moreira e de Brites Fernandes de Ataíde. Casou por duas vezes: a primeira com Margarida Martins do Amaral e a segunda com Maria Martins de (Urgeses) Leiria.
Do primeiro casamento teve uma filha: 
1. Maria Gonçalves de Moreira, que casou-se com Rui Vasques da Fonseca (1240 -?).

Do segundo teve duas filhas: 
1. Guiomar Gonçalves Moreira, casada com Egas Gonçalves Barroso,
2. Alda Gonçalves casada com Rui Martins de Morais.